# Kurt Bergmann (Politiker)
Kurt Bergmann (* 11. Mai 1935 in Ebersberg bei Neulengbach; † 15. Jänner 2016 in Wien) war ein österreichischer Journalist und Politiker (ÖVP).

## Leben

### Jugendzeit und Ausbildung
Bergmann wuchs im elterlichen Bäckereibetrieb in St. Pölten auf, besuchte die dortige Volksschule und beendete seine schulische Ausbildung mit der Matura am Jesuitenkollegium Kalksburg (Wien). Bergmann studierte zuerst zwei Semester Rechtswissenschaften und danach einige Semester Publizistik an der Universität Wien. Er war ab 1956 Mitglied der katholischen Studentenverbindung KaV Danubia Wien-Korneuburg im ÖCV.

### 1960–1968: Politisches Engagement – ÖVP Pressedienst
Im Jahr 1960 wechselte Bergmann in die Politik und arbeitete als Redakteur im ÖVP-Pressedienst; vier Jahre später wurde er Pressereferent des damaligen Finanzministers Wolfgang Schmitz (ÖVP).
Nach Schmitz’ Berufung zum Präsidenten der Oesterreichischen Nationalbank arbeitete Bergmann als Pressereferent für Schmitz’ Nachfolger Stephan Koren.

### 1968–1973: ORF-Hauptabteilungsleiter für Öffentlichkeitsarbeit
Nach acht Jahren Tätigkeit im politischen Umfeld wechselte Bergmann im Jahr 1968 in den frisch reformierten ORF und wurde dort von Gerd Bacher, dem damaligen Generalintendanten des ORF, zum Hauptabteilungsleiter für Öffentlichkeitsarbeit bestellt. Bergmann löste damit den bis dahin amtierenden Leiter der ORF-Pressestelle Kurt Tozzer ab. Bacher und Bergmann kannten einander zu diesem Zeitpunkt bereits ein Jahr lang, denn Bacher hatte 1967 versucht, Bergmann in seiner damaligen Position als Pressereferent von Finanzminister Schmitz abzuwerben. Bergmann lehnte jedoch aus Loyalität zu seinem Arbeitgeber dankend ab. Erst als Schmitz im Jahr 1968 Nationalbankpräsident wurde, entschloss sich Kurt Bergmann für den Wechsel in die ORF-Abteilung Öffentlichkeitsarbeit.
Als Hauptabteilungsleiter für Öffentlichkeitsarbeit im ORF war Bergmann Produzent, Gestalter und Präsentator der ORF-TV-Kundendienstsendung „Postfach 7000“. Darüber hinaus gestaltete er Beiträge für das Postfach, die er meist auch selbst moderierte. Im Zusammenhang mit dieser Moderatorenrolle wurde Bergmann in der damaligen Medienberichterstattung oft „Mister Postfach“ genannt.

### 1973–1976: ORF-Spendenkampagne „Licht ins Dunkel“
Im Jahr 1973 wurde Bergmann zum Intendanten des ORF-Landesstudios Niederösterreich bestellt.
Ein Besuch des Behindertendorfes Sollenau gab Kurt Bergmann den Anstoß für die Gründung der humanitären Hilfskampagne „Licht ins Dunkel“, die Bergmann am Heiligen Abend 1973 selbst moderierte.

### 1976–1990: Rückkehr in die Politik
In den Jahren 1976 bis 1990 zog es Bergmann wieder vermehrt in den Bereich der Politik zurück – so war er von 1976 bis 1980 Bundesgeschäftsführer der ÖVP und fungierte zwischen 1979 und 1990 als Abgeordneter zum österreichischen Nationalrat. In den Jahren 1980 bis 1987 nahm er zusätzlich die Rolle des politischen Direktors des ÖVP-Parlamentsklubs ein und agierte auch als Kultur- beziehungsweise Demokratiesprecher seiner Partei. Zwischen 1977 und 1986 war Bergmann Mitglied des Kuratoriums des Österreichischen Rundfunks. 1989 bis 1992 war er Geschäftsführender Generalsekretär des Österreichischen Wirtschaftsbundes.

### 1990–2006: Rückkehr zum ORF
Nach diesem politischen Comeback verlagerte Bergmann seinen Fokus wiederum zurück in Richtung ORF und bekleidete von 1990 bis 1994 das Amt des ORF-Generalsekretärs. In dieser Zeit gründete er zusammen mit der Caritas und dem Roten Kreuz die Initiative „Nachbar in Not“. Ein Jahr später, 1993, erhielt Bergmann dafür einen Spezialpreis der Romy-Jury.
Bergmann wechselte 1994 für vier Jahre in die Rolle des ORF-Intendanten des Landesstudios Steiermark; von 1998 bis 2003 war er Leiter des Büros für humanitäre Angelegenheiten im ORF und in dieser Rolle für die von ihm initiierten Aktionen „Licht ins Dunkel“ und „Nachbar in Not“ verantwortlich.

### Ab 2006
Im Jahr 2006 leitete er im Auftrag der österreichischen Bundesregierung eine Projektgruppe zur Erstellung eines Konzepts für die zivile und die militärische Zusammenarbeit österreichischer Einsatzkräfte bei Katastrophen im Ausland (CIMIC).
Von 2006 bis 2007 gehörte er kurz auch dem Stiftungsrat des ORF an und fungierte im Auftrag des Finanzministers als Moderator zwischen den Hilfsorganisationen und dem Ministerium bei der Verwirklichung der steuerlichen Absetzbarkeit humanitärer Spenden.
Kurt Bergmann war zweimal verheiratet, hatte vier Söhne und im Jahr seines Ablebens fünf Enkel, zwei Stiefenkel, drei Urenkel sowie ein Stief-Urenkelkind. Ein Sohn ist der Medienmanager Wolfgang Bergmann. Kurt Bergmann war Mitglied der katholischen Studentenverbindung Danubia. Er wurde auf dem Hietzinger Friedhof bestattet.

## Auszeichnungen
- 1987: Großes Goldenes Ehrenzeichen für Verdienste um die Republik Österreich[10]
- 2003: Silbernen Komturkreuz des Ehrenzeichens für Verdienste um das Bundesland Niederösterreich[11]
- 2009: Fundraiser des Jahres vom Fundraising Verband Austria[12]
- 2013: Freedom Award des internationalen Friedenszentrums von Bosnien-Herzegowina, anlässlich des 20-Jahr-Jubiläums von Nachbar in Not.[13]
- 2015: Österreichisches Ehrenkreuz für Wissenschaft und Kunst I. Klasse[14]
- Heinrich-Treichl-Preis des Österreichischen Roten Kreuzes[15]

Negativpreise:
- 2004 „Rosa Handtaschl“, verliehen durch das österreichische Frauennetzwerk Medien[16]

## Publikationen
- Kurt Bergmann, Christine Kaiser: Mein Licht ins Dunkel-Buch, Vorwort von André Heller. Holzhausen, Wien 2002, ISBN 3-85493-067-4.